# 아이스크림 홈런
아이스크림 홈런(영어: I-scream homelearn)은 아이스크림에듀가 제작한 교육 웹사이트이다.

## 캐릭터
- 뚜루뚜루

뚜루뚜루 별에서 온 외계인. 고지식하며, 가끔씩 마법을 부릴 때도 있다. 하나 남은 피콜로 씨앗을 가지고 있다. 하늘색을 좋아한다고 알려져 있다.
- 고빙빙

빙빙 도는 모양이 있는 안경을 쓴 남자아이. 혈액형은 B형, 별자리는 전갈자리이다. 자연 관찰과 수학, 과학을 좋아하며, 고라우라는 여동생이 있다.
- 김방울

빨간 사각뿔테안경을 쓴 여자아이. A형, 황소자리이다. 방울방울TV라는 홈런튜브 채널의 가상의 홈런튜버이다. 스쿨라이프에서는 빙빙이의, 뚜루스토리에서는 권이의 사랑을 한몸에 받는다. 김방식이라는 남동생이 있다.
- 태권

태권도 소년, 방울이를 좋아한다. A형 물병자리이다. 성은 태, 이름은 외자인 권. 다른 아이들과는 달리 외동이다.
- 노홍

쿵푸소녀, 요리를 잘하여 가끔 자신의 아빠를 돕는다. O형이며, 사자자리이다. 성이 노, 이름은 홍. 권이와 같은 외자이다. 노랑이라는 언니와 노록이라는 여동생이 있다.

## 기능
공부 외에 글로벌리더십, 유형 히어로즈, 홈런톡 (홈런매거진, 설문톡)등 할 수 있는 여러 가지 콘텐츠가 존재한다.
그리고 공부하거나 특정한 경우에 의해 초등학생은 콘 , 중학생일 경우 쿠키를 받으면 그 콘 및 쿠키 수 만큼 원하는 것을 살 수 있고, e-book 카페에서 책에서 쌓은 머핀으로 퀴즈카페를 할 수 있으며 나도작가다 , 명예의전당, 200자평 쓰기 등등에서 직접 글을 쓸 수도 있다. 나도 작가다는 자신이 시, 소설, 수필을 집적 쓰는 것이다. 명예의 전당은 매달 그 글 중 5개를 골라 2000콘을 준다.또 나도 작가다에선 1년에 두번글을 뽑아 e-book 카페에서 읽을 수 있다.
교과 학습 위주로 미술, 음악, 체육, 도덕은 지원하지 않는다. 그 외의 국어, 수학, 사회, 영어, 과학을 지원하고, 특별학습의 경우 한자, 역사, 코딩 등의 과목을 지원한다.
또한 기기에 장치된 AI가 학습을 도와주며, 외부 불필요한 페이지를 차단한다.

## 같이 보기
- 아이스크림미디어
- 김방울
- 고빙빙